# Arriva Slovensko

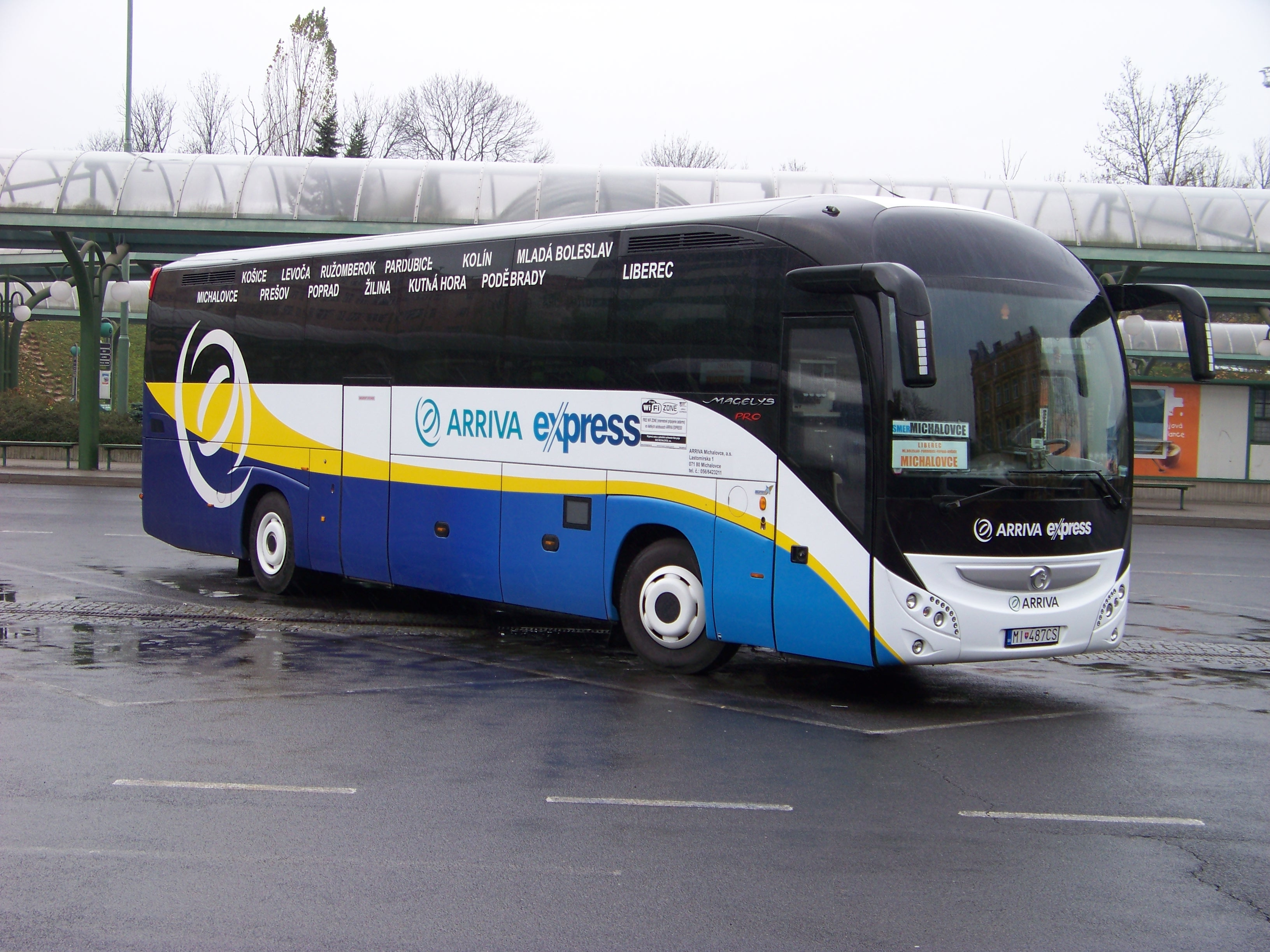
Arriva Express společnosti Arriva Michalovce a.s. v listopadu 2013 v Liberci

Arriva Slovensko je slovenský holding autobusových dopravců a servisních společností v rámci původně britské skupiny Arriva, která od roku 2010 patří Německým drahám (DB). 

## Historie
V roce 2008 Arriva koupila 80% podíl (a v roce 2009 i zbylých 20 %) v maďarské holdingové společnosti Interbus Invest, dceřiné společnosti firmy Eurobus Invest, největšího soukromého autobusového dopravce v Maďarsku, působícího i na Slovensku (holding Eurobus Invest měl většinové podíly v SAD Michalovce a SAD Nové Zámky) a v Maďarsku v podniku VT-Transman (v červenci 2008 hovoří zdroj o 80% podílu přímo v Eurobus Invest).
V roce 2013 Arriva získala Veolia Transport Central Europe (VTCE), s níž skupina Arriva získala podnik Veolia Transport Nitra s jeho servisní společností i cestovní kanceláří. V roce 2014 Arriva na Slovensku provozovala 840 vozidel a zaměstnávala celkem 1560 zaměstnanců.
V červnu 2013 byla společnost SAD Nové Zámky a.s. přejmenována na Arriva Nové Zámky a.s., Veolia Transport Nitra a.s. v souvislosti s převzetím skupinou Arriva přejmenována na Arriva Nitra a.s. a Veolia Transport Services s.r.o. přejmenována na Arriva Transport Services s.r.o. V září 2013 byla SAD Michalovce a.s. přejmenována na Arriva Michalovce a.s.
V lednu 2014 byl započat proces integrace slovenských společností skupiny Arriva. Koncem prosince 2013 byl generálním ředitelem pro Slovensko jmenován László Ivan, k 1. dubnu 2014 byli jmenováni též manažeři pro finanční tým, technický tým a oblast lidských zdrojů. Členy vedení Arriva Slovensko jsou též generální ředitelé tří dopravních společností a jednatelka společnosti Nitravel.
V létě 2015 získala Arriva společnosti SAD Liorbus a. s. a SAD Trnava a. s.
Od 15. listopadu 2021 Arriva provozuje regionální dopravu v Bratislavskem kraji. 

## Společnosti a dopravní činnost
Na západním Slovensku provozuje Arriva autobusovou dopravu prostřednictvím společností: 
- Arriva Mobility Solutions, s.r.o. (interní název: Arriva Bratislava)
- Arriva Nové Zámky, a.s. (původně SAD Nové Zámky a.s.)
- Arriva Nitra, a.s. (od 1. 8. 2008 do roku 2013 Veolia Transport Nitra a.s.).

Na východním Slovensku provozuje dopravu prostřednictvím společnosti Arriva Michalovce a.s.
Do skupiny dále patří společnost Arriva Service, nitranskému podniku poskytuje opravárenské služby Arriva Transport Services s.r.o. (původně Veolia Transport Services s.r.o.) a v Nitře působí též cestovní kancelář Nitravel, provozující zájezdovou dopravu a dálkovou linkovou dopravu.
Arriva Mobility Solutions s.r.o. provozuje autobusovou MHD v měste Senec a regionální dopravu na 64 linkách. Má kolem 292 autobusů.
Arriva Nitra a.s. provozuje autobusovou MHD ve městech Zlaté Moravce a Vráble, regionální dopravu na 95 linkách a dálkovou dopravu na 8 linkách. Má kolem 320 autobusů.
Arriva Nové Zámky a.s. provozuje autobusovou MHD ve městech Nové Zámky, Komárno, Levice, Šaľa, Šurany, Štúrovo a Šahy, asi 90 regionálních autobusových linek, 6 dálkových autobusových linek a jednu mezinárodní autobusovou linku z Levic do Brna.
Arriva Michalovce a.s. provozuje MHD ve městě Trebišov (3 linky) (do prosince 2011 též 12 linek MHD ve městě Michalovce), regionální autobusovou dopravu v okresech Michalovce (23 linek), Sobrance (12 linek) a Trebišov (24 linek), 8 vnitrostátních dálkových linek a 6 mezinárodních linek. Je nástupcem někdejších dopravních závodů ČSAD Košice: 1005 Michalovce, 1016 Kráľovský Chlmec a 1010 Trebišov.